# Théo ou la Batte de la victoire
 (septembre 2017).
Si vous disposez d'ouvrages ou d'articles de référence ou si vous connaissez des sites web de qualité traitant du thème abordé ici, merci de compléter l'article en donnant les références utiles à sa vérifiabilité et en les liant à la section « Notes et références ».
Pour les articles homonymes, voir Theo.
Autre
Théo ou la Batte de la victoire — ou Touch (タッチ, Tatchi) au Japon — est une série d'anime japonaise en 101 épisodes de 26 minutes, créée par les studios Group TAC d'après le manga Touch de Mitsuru Adachi et diffusée entre le 24 mars 1985 et le 22 mars 1987 sur Fuji TV. En France, la série a été diffusée à partir de septembre 1991 sur La Cinq et rediffusée en 1995 sur TMC, puis en 2002  sur Mangas. En Belgique, elle a été diffusée sur Club RTL.

## Synopsis
Théo (Tatsuya) et Kim (Kazuya) sont jumeaux. Ils sont tous les deux très proches de Debbie (Minami) leur voisine et amie depuis leur plus tendre enfance.
Kim est un garçon courageux et admiré. Il est lanceur dans l'équipe de baseball de l'école Meiseï et destiné à une grande carrière. Tout au contraire de son frère, Théo, pas très courageux, mauvais en sport, mais secrètement le préféré de Debbie sans qu'il ne le sache.
Un drame va séparer les deux frères. Et contre toute attente Théo va progressivement accomplir un miracle.

## Personnages
Théo (Tatsuya dans la version originale) : adolescent, garçon antipathique au premier abord, paresseux, qui a l'air de vivre dans son petit monde à lui. Sa seule qualité étant d'être altruiste, il pense plus aux autres qu'à lui, mais personne ne le sait. Il deviendra au fil de la série un grand joueur de baseball, très charismatique.
Kim (Kazuya dans la version originale) : frère jumeau de Théo, garçon sérieux, un style très différent de son frère. Bien habillé, poli, attentif aux autres, c'est un très bon joueur de baseball de l'équipe de Meseï. Il meurt malheureusement tôt dans la série, dans un accident.
Debbie (Minami dans la version originale) : adolescente, voisine et amie d'enfance de Théo et Kim, jolie jeune femme, intelligente et sportive. Manager du club de baseball de Meseï et gymnaste de haut niveau. Elle est le personnage central de la série pour ses sentiments envers Tatsuya.
Les Brendel (Les Uesegui dans la version originale) : Les parents de Théo et Kim, des parents fantasques, dynamiques et joueurs.
Boris : ami de Kim au début de la série, il s'entend mal avec Théo, ce qui engendre souvent des bagarres. Passionné de baseball, il est le receveur de l'équipe de Meiseï dont Kim est le lanceur. À la mort de Kim, il deviendra très ami avec Théo et fera équipe avec lui.
Guy Nita : personnage que l'on voit arriver à la moitié de la série quand Théo rejoint l'équipe de baseball après la mort de son frère. Physiquement, les filles disent qu'il est mignon. Grand brun, cheveux longs, Guy est aussi très sympathique. Généreux, courageux et surtout très bon batteur, il est amoureux de Debbie et deviendra le rival (tant sur le plan sportif que sur le plan sentimental) de Théo.
Franck (Izami dans la version originale) : joueur de l'équipe de Seinan, une école rivale de Meseï. Un coureur de jupons, bien que pas très charmant. Très attiré par Debbie, il n'aboutit qu'à des échecs. Mais c'est un bon lanceur, redoutable pour ses balles courbes. C'est un personnage très comique de la série.
Adrien (Harada dans la version originale) : un colosse, très grand et pourtant attachant. Froid à première vue, boxeur redouté au lycée de Meseï, il est toujours de bon conseil pour Théo.

## Fiche technique
- Année : 1985 - 1987
- Réalisation : Hiroko Tokita, Gisaburō Sugii
- Scénarios : Tomoko Komparu, Shigeru Yanagawa, Yumiko Takaboshi
- Character design : Minoru Maeda
- Décors : Shichirô Kobayashi
- Musiques : Hiroaki Serizawa
- Générique français interprété par Claude Lombard
- Animation : Group TAC
- Licencié en France par : Déclic Images
- Nombre d'épisodes : 101

## Distribution
| Personnages             | Voix japonaises   | Voix françaises                                             |
| ----------------------- | ----------------- | ----------------------------------------------------------- |
| Théo / Tatsuya          | Yuji Mitsuya      | Thierry Bourdon                                             |
| Kim / Kazuya            | Keiichi Nanba     | Thierry Bourdon                                             |
| Debbie / Minami         | Noriko Hidaka     | Annabelle Roux                                              |
| Boris / Kôtarô          | Kobuhei Hayashiya | Frédéric Jeanneau                                           |
| Franck / Isami          | Ryūsei Nakao      | Frédéric Jeanneau                                           |
| Père de Théo            | Shigeru Chiba     | Hubert Drac                                                 |
| Mère de Théo            | Kazue Komiya      | Hélène Otternaud Dany Laurent (premiers épisodes seulement) |
| Raymond Rochefort       |                   | Hubert Drac                                                 |
| Adrien / Harada         | Banjou Ginga      | Hubert Drac                                                 |
| Père de Debbie (Victor) |                   | Michel Lasorne                                              |
| Guy / Akio              | Kazuhiko Inoue    | Maurice Decoster (1re voix) Tanguy Goasdoué (2e voix)       |
| Raoul Rochefort         |                   | Michel Lasorne                                              |
| Serge                   |                   | Michel Lasorne                                              |
| Stéphane                |                   | Brigitte Lecordier                                          |
| Zoé                     |                   | Hélène Otternaud                                            |
| Cécile                  |                   | Hélène Otternaud                                            |
| voix additionnelles     |                   | Marie-Christine Robert                                      |

## Liste des épisodes
| No  | Titre français                                    | Titre japonais                                 | Titre japonais                                                    | Date de 1re diffusion |
| No  | Titre français                                    | Kanji                                          | Rōmaji                                                            | Date de 1re diffusion |
| --- | ------------------------------------------------- | ---------------------------------------------- | ----------------------------------------------------------------- | --------------------- |
| 1   | Les Jumeaux                                       | 誰がなんと言おーとオレたち双子です!!           | Dare ga nanto iō to oretachi futago desu!!                        | 24 mars 1985          |
| 2   | L'Équipe de baseball                              | 女の直感!チョッチ気になる達也の才能            | Onna no chokkan! Chotchi kininaru Tatsuya no sainō                | 31 mars 1985          |
| 3   | L'Élection de la miss                             | 思わず初登板!和也の名前でお騒がせ!?            | Omowazu hatsutouban! Kazuya no namae de osawagase!?               | 7 avril 1985          |
| 4   | Le Journal de Debby                               | 見たか?見ないか!?南の日記!!                    | Mita ka? Minai ka? Minami no nikki!!                              | 14 avril 1985         |
| 5   | La Course de relais                               | 熱血バトンタッチ!ゴールは正確にネ!?            | Nekketsu baton tatchi! Gōru wa seikaku ni ne!?                    | 21 avril 1985         |
| 6   | Kim et Valérie                                    | ウワサは本当!?南と和也の気になる関係           | Uwasa wa hontō!? Minami to Kazuya no kininaru kankei              | 28 avril 1985         |
| 7   | Mariage                                           | えッホント!!達也と南が結婚しちゃう!?           | E honto!! Tatsuya to Minami ga kekkon shichau!?                   | 5 mai 1985            |
| 8   | Des problèmes pour Théo                           | 達也打ちます!!ホンキで兄弟対決!?               | Tatsuya uchimasu!! Honki de kyōdai taiketsu                       | 12 mai 1985           |
| 9   | L'Amitié dangereuse entre Théo et Adrien          | 達也と原田クンのア·ブ·ナ·イ友情!               | Tatsuya to Harada-kun no abunai yūjō!                             | 19 mai 1985           |
| 10  | L'Adversaire                                      | みんな悩んで気分はすっかり高校生デス!          | Minna nayande kibun wa sukkari kōkōsei desu!                      | 26 mai 1985           |
| 11  | L'inscription de Théo                             | 来たれ野球部!微妙に揺れる達也の心!!            | Kitare yakyūbu! Bimyō ni yureru Tatsuya no kokoro!!               | 2 juin 1985           |
| 12  | Les Conseils d'Adrien                             | 初練習!ハツラツ和也とヨレヨレ達也!?            | Hatsu renshū! Hatsuratsu Kazuya to yoreyore Tatsuya!?             | 9 juin 1985           |
| 13  | Peines de cœur                                    | 和也心配です!恋のスランプ孝太郎くん            | Kazuya shinpai desu! Koi no suranpu Kōtarō-kun                    | 16 juin 1985          |
| 14  | Un si beau couple                                 | 不満です?南と和也はベストカップル!?            | Fuman desu? Minami to Kazuya wa besuto kappuru!?                  | 23 juin 1985          |
| 15  | La Gifle                                          | これは事件です!達也が南を平手打ち!!            | Kore wa jiken desu! Tatsuya ga Minami o hirateuchi!!              | 30 juin 1985          |
| 16  | Le baiser                                         | せつないネ!和也のハートはレモン色!             | Setsunai ne! Kazuya no hāto wa remon iro!                         | 7 juillet 1985        |
| 17  | Le Premier Match de Théo                          | ファースト·キス!南より愛をこめて!?             | Fāsuto kisu! Minami yori ai o komete!?                            | 14 juillet 1985       |
| 18  | Théo est sur son nuage                            | 達也の気持ちはちょっとフクザツです!            | Tatsuya no kimochi wa chotto fukuzatsu desu!                      | 21 juillet 1985       |
| 19  | Admiratif ou Jaloux                               | 忘れたい忘れない!?二人の大事な思い出           | Wasuretai wasurenai!? Futari no daiji na omoide                   | 4 août 1985           |
| 20  | Le Cadeau manqué                                  | どーするの?達也の優しさすれちがい!!            | Dōsuru no? Tatsuya no yasashisa surechigai!!                      | 11 août 1985          |
| 21  | Trop sensible                                     | それでもカッちゃんは南のために甲子園           | Soredemo Katchan wa Minami no tame ni Kōshien                     | 18 août 1985          |
| 22  | Une partie décisive                               | いよいよプレーボール!和也VS寺島!               | Iyoiyo purei bōru! Kazuya tai Terashima!                          | 25 août 1985          |
| 23  | Tout n'est pas perdu                              | 南に届け!出るか!? 恋の逆転タイムリー           | Minami ni todoke! Daruka!? Koi no guakuten taimurī                | 8 septembre 1985      |
| 24  | Les Rivaux                                        | 甲子園まであと1つ 南の夢もあと1つ!             | Kōshien made ato hitotsu, Minami no yume mo ato hitotsu!          | 22 septembre 1985     |
| 25  | L'Accident                                        | 南の一番長い日!早く来てカッちゃん!!            | Minami no ichiban nagai hi! Hayaku kite Katchan!!                 | 29 septembre 1985     |
| 26  | La Terrible Vérité                                | 試合終了!君がいなければ...                     | Shiai shūryō! Kimi ga inakereba...                                | 6 octobre 1985        |
| 27  | Tristes Souvenirs                                 | 短かすぎた夏...カッちゃんにさよなら!           | Mijikasugita natsu ... Katchan ni sayonara!                       | 13 octobre 1985       |
| 28  | Le Manque                                         | エースのいない野球部なんて...                  | Ēsu no inai yakyūbu nante...                                      | 20 octobre 1985       |
| 29  | La Victoire                                       | アレ?優しいタッちゃんボクサー失格!?            | Are? Yasashī Tatchan bokusā shikkaku!?                            | 27 octobre 1985       |
| 30  | Le Débutant                                       | 栄光の背番号1やってやれない訳はない            | Eikō no sebangō 1 yatte yarenai wake wa nai                       | 3 novembre 1985       |
| 31  | Courage Théo !                                    | 剛腕達也!でもコントロールが課題です            | Gōwan Tatsuya! Demo kontorōru ga kadai desu                       | 10 novembre 1985      |
| 32  | La Gymnaste artistique                            | 俺は和也の恋女房でも気になるバカ兄貴           | Ore wa Kazuya no koinyōbō demo kininaru baka aniki                | 17 novembre 1985      |
| 33  | Le Tournoi de gymnastique                         | 誕生新体操の星!南はやっぱり天才!?              | Tanjō shintaisō no hoshi! Minami wa yappari tensai!?              | 24 novembre 1985      |
| 34  | Debby la star                                     | がんばれ達也!ハラハラドキドキ初登板            | Ganbare Tatsuya! Hara hara doki doki hatsu tōban                  | 1er décembre 1985     |
| 35  | La Championne de gymnastique                      | 何かと心配!?近頃ウワサの南ちゃん!              | Nanika to shinpai!? Chikagoro uwasa no Minami-chan!               | 8 décembre 1985       |
| 36  | Tremblement de terre                              | 2人きり!南と達也のアブナイ夜!?                 | Futari kiri! Minami to Tatsuya no abunai yoru!?                   | 15 décembre 1985      |
| 37  | Les Petits Chiens                                 | めざせ甲子園!ただいま野球部合宿中!!            | Mezase Kōshien! Tadaima yakyūbu gasshukuchū!!                     | 22 décembre 1985      |
| 38  | Le Camp d'été                                     | 予選一回戦!頭脳派タッちゃん登場!?              | Yosen ikkaisen! Zunōha Tatchan tōjō!?                             | 29 décembre 1985      |
| 39  | Le Défi                                           | 実力拝見!クールな新田とガッツ西村!!            | Jitsuryoku haiken! Kūru na Nitta to Gattsu Nishimura!!            | 5 janvier 1986        |
| 40  | Égalité                                           | 熱投2回戦!タッちゃんvsガッツ西村!!             | Nettō nikaisen! Tatchan tai Gattsu Nishimura                      | 12 janvier 1986       |
| 41  | La Déception                                      | 雨の延長11回!2死満塁!!バッター西村             | Ame no enchō jūichi kai! Nishi manrui!! Battā Nishimura           | 19 janvier 1986       |
| 42  | Le Nouveau Capitaine                              | もう一つの延長戦!?南をめぐる四角関係           | Mō hitotsu no enchōsen!? Minami o meguru shikaku kankei           | 26 janvier 1986       |
| 43  | L'Interview                                       | 揺れるエース達也!!新田と南が急接近!?           | Yureru ēsu Tatsuya!! Nitta to Minami ga kyūsekkin!?               | 2 février 1986        |
| 44  | La Jalousie                                       | 由加の探偵物語!南と達也はどこへ行く            | Yuka no tantei monogatari! Minami to Tatsuya wa doko e yuku       | 9 février 1986        |
| 45  | Une entorse à l'entraînement                      | エースを狙え!僕が上杉のライバルだ!!            | Ēsu o nerae! Boku ga Uesugi no raibaru da!!                       | 16 février 1986       |
| 46  | Changement de lanceur                             | ライバル宣言!上杉和也を越えてくれ!!            | Raibaru sengen! Uesugi Kazuya o koetekure!!                       | 23 février 1986       |
| 47  | Changement de rôle                                | 対決須見工!えッ!?ピッチャー吉田!!              | Taiketsu Sumikō! E!? Pitchā Yoshida!!                             | 2 mars 1986           |
| 48  | Une amitié                                        | 遂に上杉登場!新田、オレと勝負だ!!              | Tsui ni Uesugi tōjō! Nitta, ore to shōbu da!!                     | 9 mars 1986           |
| 49  | L'Idole des filles                                | ダメ兄貴返上!甲子園が見えてきた!!              | Dame aniki henjō! Kōshien ga mietekita!!                          | 16 mars 1986          |
| 50  | Une nouvelle amitié                               | 放課後デート!?南と新田は危ない関係!!           | Hōkago dēto!? Minami to Nitta wa abunai kankei!!                  | 23 mars 1986          |
| 51  | Théo est jaloux                                   | 納得しない!?南が達也に恋人宣言!!               | Nattoku shinai!? Minami ga Tatsuya ni koibito sengen!!            | 30 mars 1986          |
| 52  | L'Intrigue                                        | 恋の三元中継!ジャマ者はお前だ!!                | Koi no sangen chūkei! Jamamono wa omae da!!                       | 6 avril 1986          |
| 53  | La Rencontre                                      | 達也の課外授業...思い過ごしも恋の内!           | Tatsuya no kagai jugyō ... Omoisugoshi mo koi no uchi!            | 13 avril 1986         |
| 54  | Théo et Guy                                       | いよいよ最後の甲子園だゾ!!                     | Dainibu kan: Iyoiyo saigo no Kōshien dazo!!                       | 20 avril 1986         |
| 55  | Notre histoire                                    | 総集編·思い出は美し過ぎて...                   | Sōshūhen: Omoide wa utsukushisugite...                            | 27 avril 1986         |
| 56  | Tant de souvenirs                                 | 総集編·エースは誰にも渡さない!                 | Sōshūhen: Ēsu wa dare ni mo watasanai!                            | 4 mai 1986            |
| 57  | Changement au sommet                              | 謎の新監督がやってくる!!                       | Nazo no shinkantoku ga yattekuru!!                                | 11 mai 1986           |
| 58  | Le Nouvel Entraîneur                              | オレは柏葉!甘ったれは許さない!!                | Ore wa Kashiwaba! Amattare wa yurusanai!!                         | 18 mai 1986           |
| 59  | Zoé se sent à l'abri                              | 嵐の明青野球部!南が去ってまた一難              | Arashi no Meisei yakyū-bu! Minami ga satte mata ichinan           | 25 mai 1986           |
| 60  | Debby, tu nous manques                            | 新マネジャー大苦戦!やっぱり南が一番            | Shin manejā daikusen! Yappari Minami ga ichiban                   | 1er juin 1986         |
| 61  | La Plaisanterie de Théo                           | オイ柏葉!南を賭けて勝負だ!!                    | Oi Kashiwaba! Minami o kakete shōbu da!!                          | 8 juin 1986           |
| 62  | L'Entraîneur a un secret                          | セピア色の2人!南と新田の海岸物語               | Sepia iro no futari! Minami to Nitta no kaigan monogatari         | 15 juin 1986          |
| 63  | L'Enquête de Théo et Debby                        | サングラスの奥の秘密!柏葉は何者?               | Sangurasu no oku no himitsu! Kashiwaba wa nanimono?               | 22 juin 1986          |
| 64  | Le Match amical                                   | 仁義なき練習試合!鬼監督のお手並拝見            | Jingi naki renshū jiai! Oni kantoku no otenami haiken             | 29 juin 1986          |
| 65  | Un concours difficile                             | ガンバレ南!ギブ·アップは似合わない!!           | Ganbare Minami. Gibu appu wa niawanai!!                           | 6 juillet 1986        |
| 66  | La Présidence                                     | 南が生徒会長?アイドルは何かと大変!             | Minami ga seito kaichō? Aidoru wa nanika to taihen!               | 13 juillet 1986       |
| 67  | La Découverte du secret                           | ムムッ見えてきたぞ!柏葉監督の正体!             | Mumu mitekitazo! Kashiwaba kantoku no shōtai!!                    | 20 juillet 1986       |
| 68  | Un problème de vision                             | ストップ·ザ·達也!由加のむりやりデート作戦!!    | Sutoppu za Tatsuya! Yuka no muriyari dēto sakusen!!               | 27 juillet 1986       |
| 69  | Le Secret                                         | 夢は甲子園!退部届はあわてずに!!                | Yume wa Kōshien! Taibu todoke wa awatezu ni!!                     | 3 août 1986           |
| 70  | Une bonne nouvelle                                | 夏まじか!どこまで続く落ちこぼれ騒動            | Natsu majika! Doko made tsuzuku ochikobore sōdō                   | 10 août 1986          |
| 71  | Le Cadeau                                         | 夏合宿突入!鬼監督が待っている!!                | Natsu gasshuku totsunyū! Oni kantoku ga matteiru!!                | 17 août 1986          |
| 72  | Un entraînement éprouvant                         | 鬼より怖い?お嬢様由加の合宿料理!!              | Oni yori kowai? Ojō-sama Yuka no gasshuku ryōri!!                 | 24 août 1986          |
| 73  | La Recette                                        | 包丁人由加!グルメの道は険しく遠い!!            | Hōchōnin Yuka! Gurume no michi wa kewashiku tōi!!                 | 31 août 1986          |
| 74  | Une étrange cuisine                               | 遂にきた!南と由加のクッキング大戦争            | Tsui ni kita! Minami to Yuka no kukkingu dai sensō                | 14 septembre 1986     |
| 75  | Les Progrès de Zoé                                | お料理騒動完結!?隠し味は南のスパイス           | Oryōri sōdō kanketsu!? Kakushi aji wa Minami no supaisu           | 21 septembre 1986     |
| 76  | La Médaille d'or                                  | 気にして新体操!南は達也を待っている!?          | Kinishite shintaisō! Minami wa Tatsuya o matteiru!?               | 28 septembre 1986     |
| 77  | Le Tirage au sort                                 | 予選組み合わせ決定!いよいよ夏本番!!            | Yosen kumiawase kettei! Iyoiyo natsu honban!!                     | 5 octobre 1986        |
| 78  | Vicissitudes sportives                            | 総集編·浅倉南18才!ただいま青春進行形!!         | Sōshūhen I: Asakura Minami wa 18-sai! Tadaima seishun shinkōkei!! | 12 octobre 1986       |
| 79  | Les Difficultés de l'équipe                       | 総集編·ファイト明青!!柏葉なんか怖くない        | Sōshūhen II: Faito Meisei!! Kashiwaba nanka kowakunai             | 19 octobre 1986       |
| 80  | Les Éliminatoires                                 | 本日予選一回戦!やる気だけは負けないぜ!!        | Honjitsu yosen ikkaisen! Yaruki dake wa makenaize!!               | 26 octobre 1986       |
| 81  | La Composition de l'équipe                        | とんでもない一回戦!本当の敵は柏葉!?            | Tondemonai ikkaisen! Hontō no teki wa Kashiwaba!?                 | 2 novembre 1986       |
| 82  | La Rancune des deux frères                        | 見えたぞ!柏葉兄弟のふかーい謎                  | Mietazo! Kashiwaba kyōdai no fukai nazo                           | 9 novembre 1986       |
| 83  | Le Handicap de Boris                              | どうする達也二回戦!孝太郎大ピンチ!!            | Dōsuru Tatsuya nikaisen! Kōtarō dai pinchi!!                      | 16 novembre 1986      |
| 84  | Un acte de courage                                | 由加チャン危機一髪!!押しかけデートもほどほどに | Yuka-chan kiki ippatsu!! Oshikake dēto mo hodohodo ni             | 23 novembre 1986      |
| 85  | Le Retour de Stéphane                             | 執念の対決!今頃あいつがカムバック!             | Shūnen no taiketsu!? Imagoro aitsuga kamubakku!                   | 30 novembre 1986      |
| 86  | Un affrontement décisif                           | 負けてたまるか三回戦!エースの力を見せてやる!   | Makete tamaru ka sankaisen! ēsu no chikara o misete yaru!         | 7 décembre 1986       |
| 87  | La rencontre                                      | 意外!?柏葉ロマンス!南に似ている恋心            | Igai!? Kashiwaba romansu! Minami ni niteiru koigokoro             | 14 décembre 1986      |
| 88  | Match de qualification pour la huitième de finale | 復讐じゃない!?NOサインで4回戦!!                | Fukushū janai!? Nō sain de yonkaisen!                             | 21 décembre 1986      |
| 89  | Théo est un gourmand                              | 達也はエース?背中に感じるプレッシャー!?        | Tatsuya wa ēsu? Senaka ni kanjiru puresshā!?                      | 28 décembre 1986      |
| 90  | La Finale                                         | 準々決勝!明青VSピッチャーが3人!?               | Junjun kesshō! Meisei tai pitchā ga sannin!?                      | 4 janvier 1987        |
| 91  | La Défaite de Franck                              | 番狂わせ!?まだまだ勝負は判らない!              | Ban kuruwase!? Mada mada shōbu wa wakaranai!                      | 11 janvier 1987       |
| 92  | Une fête pour Théo                                | せつないイメージ重なるネ!達也は南の予想以上!   | Setsunai imēji kasanaru ne! Tatsuya wa Minami no yosō ijō!        | 18 janvier 1987       |
| 93  | Une rencontre importante                          | 出た!?監督命令!心に傷持つ柏葉采配!             | Deta!? Kantoku meirei! Kokoro ni kizu motsu Kashiwaba saihai!     | 25 janvier 1987       |
| 94  | Le Record                                         | 準決勝真最中!なるかタッちゃん大記録!           | Junkesshō massaichū! Naruka Tatchan daikiroku!                    | 1er février 1987      |
| 95  | La Réhabilitation de l'entraîneur                 | 祝·決勝進出!運命は柏葉の手の中に!              | Shuku, kesshō shinshutsu! Unmei wa Kashiwaba no te no naka ni!    | 8 février 1987        |
| 96  | Le Dédoublement de personnalité                   | あと1つで甲子園!叶えたい!和也の約束            | Ato hitotsu de Kōshien! Kanaetai! Kazuya no yakusoku              | 15 février 1987       |
| 97  | Le Dernier Match des éliminatoires                | GoGo明青!勝利に向かってプレーボール!           | Gō Gō Meisei! Shōri ni mukatte purē bōru!                         | 22 février 1987       |
| 98  | La Transformation de l'entraîneur                 | 誰のための決勝戦!?本当の達也を見せて!          | Dare no Tame no kesshōsen!? Hontō no Tatsuya o misete!            | 1er mars 1987         |
| 99  | Les Prolongations                                 | もう後が無い!?出るか!柏葉サイン!               | Mō ato ga nai!? Deruka! Kashiwaba sain!                           | 8 mars 1987           |
| 100 | Théo prend des risques                            | 勝つぞ明青!甲子園は俺たちを待っている!         | Katsuzo Meisei! Kōshien wa oretachi o matteiru!                   | 15 mars 1987          |
| 101 | Le rêve se réalise                                | 新しいスタートライン·上杉達也は浅倉南を...     | Atarashii stāto rain, Uesugi Tatsuya wa Asakura Minami o...       | 22 mars 1987          |

## Films
- 12 avril 1986 : Un champion sans numéro
- 13 décembre 1986 : Le cadeau d'adieu
- 11 avril 1987 : Après ton passage

## Téléfilms
- 1998 : Miss Lonely Yesterday (Are kara, kimi ha...)
- 2001 : Touch: Cross Road (Kaze no yukue)